# Loštice
Loštice (německy Loschitz) jsou město, které leží na řece Třebůvce v jižní části okresu Šumperk v Olomouckém kraji. Město bylo založeno jako trhová ves v polovině 13. století. Žije zde přibližně 3 100 obyvatel. Součástí města jsou i vesnice Žádlovice a Vlčice. Loštice jsou známy zejména díky dlouhé tradici výroby olomouckých tvarůžků.

## Název
Na osadu bylo přeneseno původní označení jejích obyvatel Loščici odvozené od osobního jména Lošek, které bylo domáckou podobou některého ze jmen Lorenc, Lovata, Lovek. Význam místního jména byl "Loškovi lidé". Německé jméno vzniklo z českého. Židovský název města v jidiš zní לאשיץ‎.

## Historie

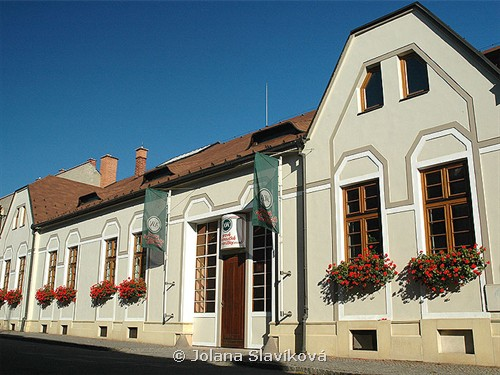
Výrobna olomouckých tvarůžků

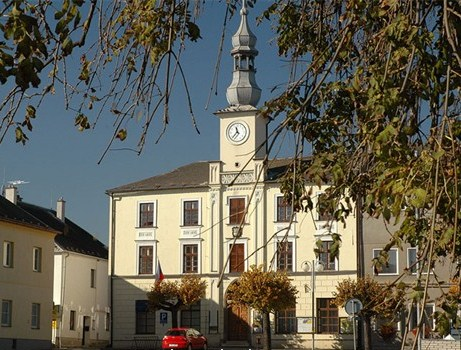
Radnice

Obec Loštice byla založena jako trhová ves ve druhé polovině 13. století na místě, kde se již dříve nacházela stará slovanská osada. První písemná zmínka o obci pochází z roku 1267, kdy olomoucký biskup Bruno ze Schauenburku přikoupil od Petra z Loštic popluží. Ve 14. století jsou Loštice označovány jako městečko, kde se pravidelně konaly trhy a výroční slavnosti. Od 15. století je historie města spojena s židovskou komunitou. V Lošticích Židé založili v roce 1544 hřbitov a roku 1571 byla postavena synagoga. V 17. století město zasáhl rozsáhlý požár a letní povodně. Na počátku 18. století v Lošticích žilo téměř dva tisíce obyvatel.
Na počátku 20. století došlo k rozvoji města – bylo zavedeno autobusové spojení s okolními vesnicemi, založen Klub čs. turistů, otevřeno cvičiště, postavena hasičská zbrojnice a založen nový hřbitov. V roce 1938 se v okolích Loštic rozšiřuje henleinovské hnutí, 1941 byla zakázána činnost Sokola, Orla a Skauta. Po válce byl roku 1945 založen Svaz přátel SSSR, roku 1947 zrušena loštická židovská obec a 1949 začala hromadná likvidace živnostníků.
Symbolem Loštic jsou olomoucké tvarůžky, které zde firma A. W. vyrábí již od roku 1876. Město žije také kulturní životem v návaznosti na tradici výroby tvarůžků probíhají každoročně Slavnosti hudby a tvarůžků (červen) a turistický Pochod za Loštickým tvarůžkem (květen).

### Loštické poháry
Unikátní poháry hnědé barvy s povrchem pokrytým puchýřky se od konce 14. století do 16. století vyráběly v Lošticích a blízkém okolí. K jejich výrobě používali hrnčíři specifické hlíny těžené poblíž města a vypalovali je při teplotě kolem 1200 °C. Tyto poháry byly ve své době obchodním hitem a nachází se na mnoha hradech střední Evropy. Jeden z pohárů je vyobrazen na obraze Hieronyma Bosche Zahrada pozemských rozkoší z počátku 16. století.

## Městská správa a politika
Město leží v Olomouckém kraji a v okrese Šumperk. Jeho součástí je část obce Žádlovice a základní sídelní jednotka Vlčice. Zastupitelstvo města Loštice má patnáct členů, ti poté ze svých řad volí Radu města Loštice. Radu města tvoří: starosta, místostarosta a 3 radní.
Ve volbách do zastupitelstva obce v roce 2014, konaných 10. a 11. října 2014, zde volební účast byla 52,76 %.

### Volby 2014
| Volební strana                     | Počet hlasů (abs.) | Počet hlasů (%) | Počet zastupitelů | Lídr                       |
| ---------------------------------- | ------------------ | --------------- | ----------------- | -------------------------- |
| SNK Občané pro Loštice             | 3 296              | 18,56 %         | 3                 | Šárka Havelková Seifertová |
| Starostové a nezávislí             | 3 010              | 16,95 %         | 3                 | Ctirad Lolek               |
| SPOLEČNÁ ŠANCE                     | 2 744              | 15,45 %         | 3                 | Jan Konečný                |
| LOŠTICE FAIR PLAY                  | 1 613              | 9,08 %          | 1                 | Milan Novák                |
| NEZÁVISLÍ                          | 1 529              | 8,61 %          | 1                 | Lubomír Faltus             |
| Komunistická strana Čech a Moravy  | 1 510              | 8,50 %          | 1                 | Bohumil Till               |
| KDU-ČSL                            | 1 453              | 8,18 %          | 1                 | Pavel Procházka            |
| Česká strana sociálně demokratická | 1 427              | 8,03 %          | 1                 | Jiří Klein                 |
| Občanská demokratická strana       | 1 180              | 6,64 %          | 1                 | Ondřej Geppert             |

## Společnost
- Sbor dobrovolných hasičů
- Junák – český skaut, středisko Loštice
- TJ Slavoj
- Klub českých turistů Loštice
- TJ Invaclub Loštice
- Jezdecký klub Loštice
- Český rybářský svaz – Loštice
- Jednota divadelních ochotníků
- Domov u Třebůvky Loštice, příspěvková organizace

## Pamětihodnosti

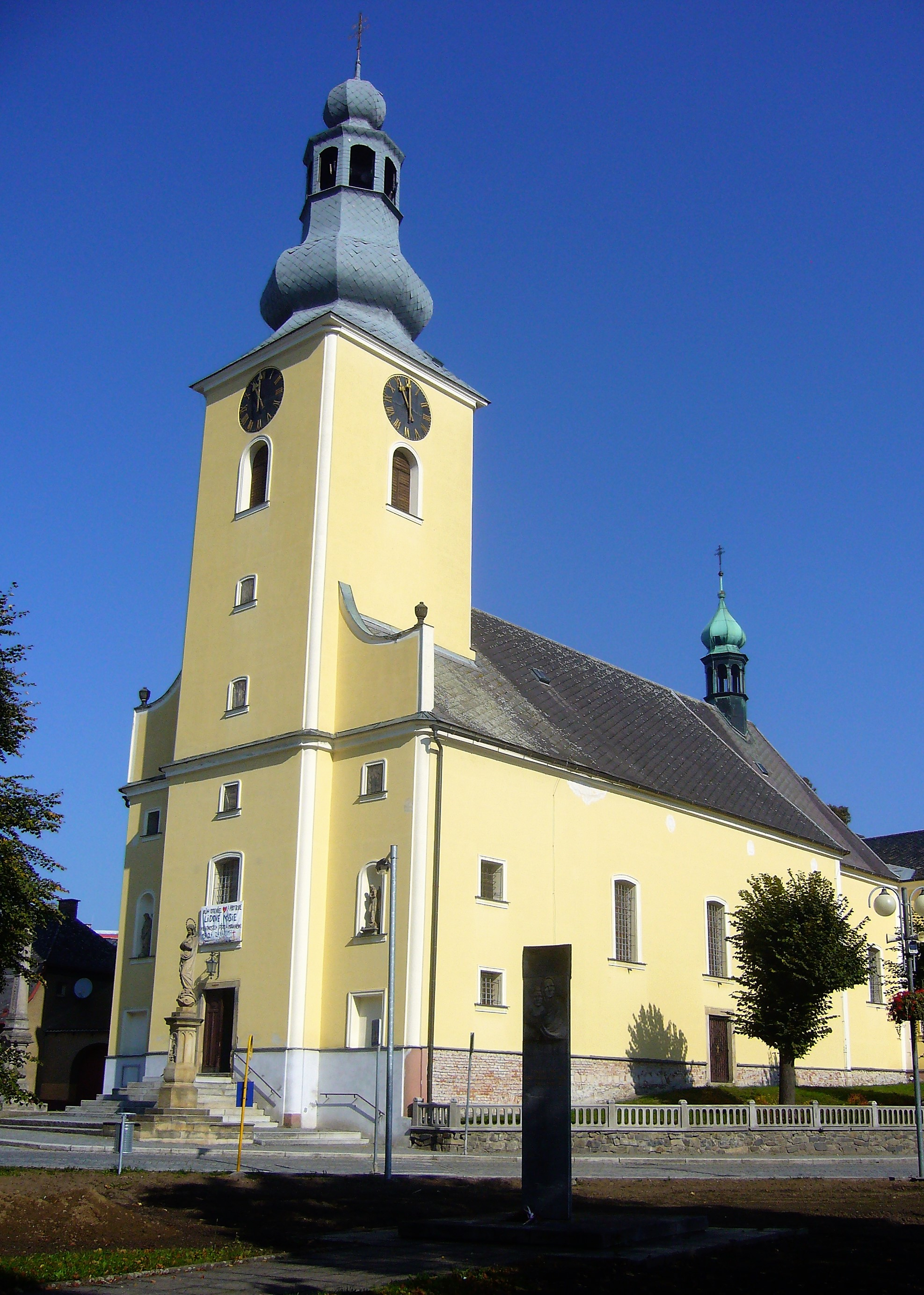
Kostel sv. Prokopa

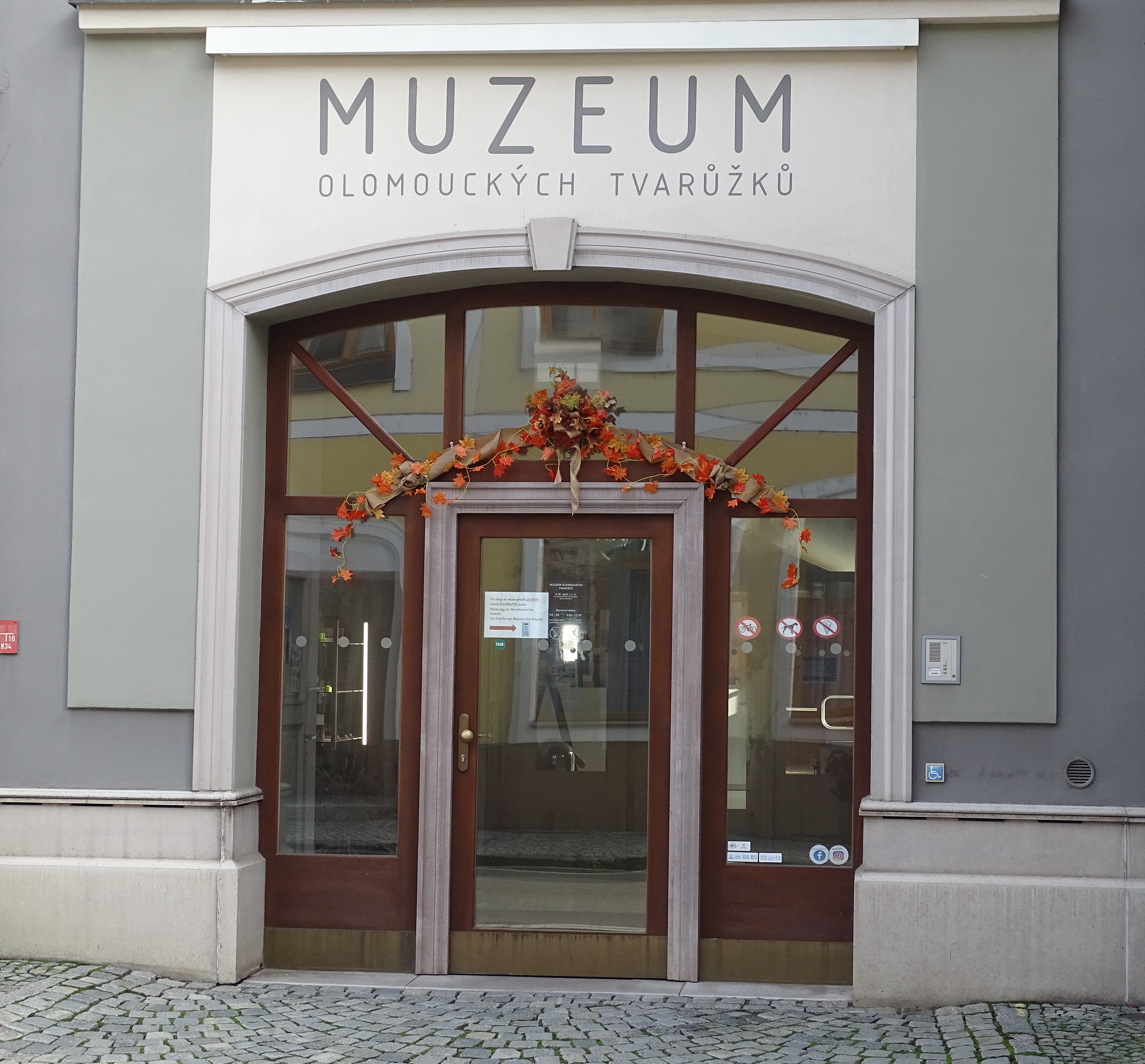
Muzeum olomouckých tvarůžků v Lošticích

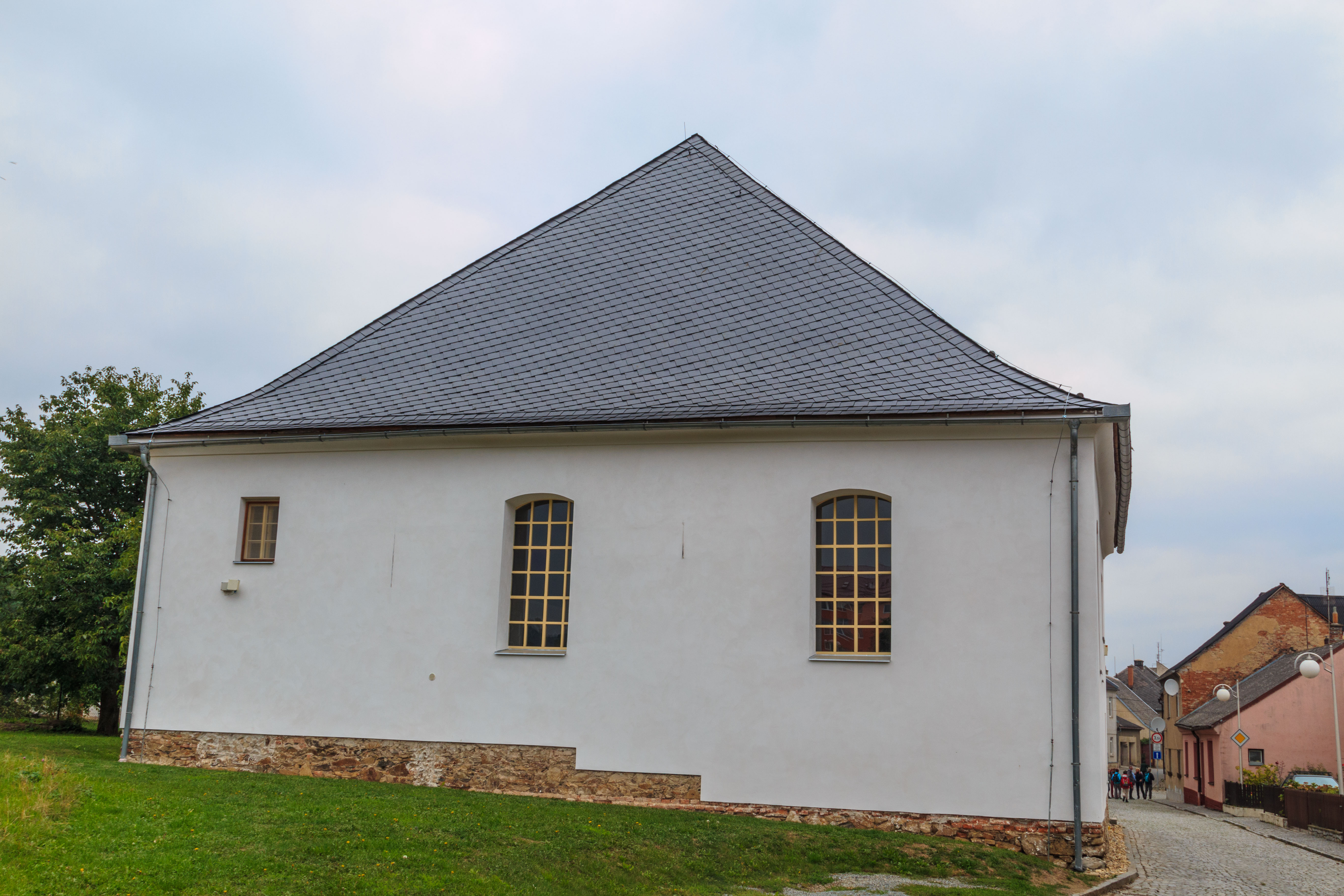
Synagoga

- Muzeum olomouckých tvarůžků, které nabízí vhled do historie výroby Olomouckých tvarůžků a podniková prodejna firmy A. W., která nabízí široký sortiment tvarůžků.
- Tvarůžková cukrárna, která od roku 2009 vyrábí originální Poštulkovy tvarůžkové moučníky – slané zákusky s jemnou tvarůžkovou pěnou. Nabízí také rychlé občerstvení.
- Restaurace a hotel U Coufalů s dlouholetou tradicí nabízí širokou nabídku specialit připravovaných z Olomouckých tvarůžků.
- Památník Adolfa Kašpara v domě, kde malíř a ilustrátor trávil pravidelně letní měsíce se svou rodinou. Umístěna je zde také expozice o historii města Loštice.
- Loštická synagoga přístupná o víkendech a volně  přístupný židovský hřbitov
- Ateliér řezbáře Jaroslava Beneše, mezi jehož nejznámější díla patří pohyblivý betlém. V roce 2015 ho tvořilo na 300 figurek. Kromě tradičních biblických postav zachytil řezbář i skutečné postavy obyvatel města i Moravy.[6]
- Fara čp. 22 (poblíž kostela) – jednopatrová stavba z první poloviny 19. století
- Husův sbor – novokonstruktivistická stavba z roku 1933
- Městské koupaliště se nachází v okrajové části města. K dispozici je velký a malý bazén se skluzavkou a travnaté hřiště se sítí na volejbal.

Ve městě jsou evidovány tyto kulturní památky:
- Kostel svatého Prokopa – se zachovalým románským jádrem (vznik původního kostela se odhaduje kolem roku 1208), renesančně přestavěný, do dnešní podoby upravený v 18. století. K areálu kostela patří klasicistní kamenný kříž z roku 1801 a empírový náhrobek Rosalie Dworzakové z roku 1829.
- Bývalá synagoga čp. 619 – klasicistní synagoga z přelomu 18. století se zachovalou dispozicí a štukovou výzdobou v hlavní prostoře; jedna z mála dochovaných moravských synagog
- Židovský hřbitov s náhrobky – založený kolem roku 1554; nejstarší náhrobky pocházejí ze druhé poloviny 18. století
- Dům čp. 116, v jádru renesanční měšťanský dům, upravený v 1. polovině 19. století s bohatě členěnou fasádou
- Dům čp. 607, bývalá sladovna – pozdně empírový měšťanský dům z roku 1856 se starším jádrem, později bývalá sladovna někdejší židovské čtvrti, s terakotovými doplňky fasády
- Dům čp. 81, bývalá koželužna – předměstský dům, původně koželužna, ze 2. poloviny 18. století, upravený v roce 1812; dochovaná původní dispozice, barokní a rokokové prvky na fasádě
- Kašna se sochou Svatopluka (na náměstí) – kamenická práce z roku 1859, dílo maletínského kameníka Steigera a sochaře Rottra z Orlice u Králík
- Sloup Nejsvětější Trojice (na náměstí) – kamenická práce z roku 1853, dílo maletínského kameníka Steigera a sochaře Rottra, s využitím starší barokní skulptury Nejsvětější trojice s rozšířením celku o sochy svatého Šebestiána, svatého Rocha, světce bez atributů a sv. Jana Nepomuckého
- Barokní socha svatého Jana Nepomuckého z roku 1735 u mostu při straně domu čp. 247, doplněná kolem poloviny 18. století
- Sousoší Piety (za hřbitovem po pravé straně silnice na Moravičany) z roku 1735
- Dům čp. 343 – dům malíře Adolfa Kašpara s ateliérem, ve kterém tvořil

## Rodáci
- František Havelka (1817–1882), malíř, otec Jana Havelky
- Jan Havelka (1839–1886), pedagog a spisovatel
- Vilém Barvič (1841–1892), hudební skladatel
- Willibald Müller (1845–1919), novinář, spisovatel, historik a knihovník
- Alois Wessels (1864–1944), zakladatel loštických tvarůžkáren
- Richard Fischer (1872–1954), advokát, žurnalista, politik, starosta Olomouce
- Stanislav Adam (1889–1974), učitel a hudební skladatel
- Jan Kühndel (1889–1970), učitel, muzeolog, archivář, odborný publicista
- Ladislav Bedřich (1901–1986), účastník zahraničního odboje a politický vězeň
- Stanislav Nasadil (1907–1941), pravoslavný duchovní, oběť druhé světové války
- Josef Bieberle (1929–2018), historik
- Emil Hekele (1940–2009), silniční cyklista, cyklokrosař[8][9][10]